# 新潟東警察署
新潟東警察署（にいがたひがしけいさつしょ）は、新潟県警察が管轄する警察署の一つである。県内有数の大規模署。

## 概要
2017年9月1日、新潟市内で唯一警察署が置かれていなかった東区に新設された警察署である。新潟東警察署の開署までは、旧新潟東警察署（現・新潟警察署、中央区）と江南警察署（江南区）が東区を管轄していた。開署に伴い、旧新潟東警察署は新潟警察署へ名称を変更。同時に、前述の2署の管轄区域も変更となっている。

## 管轄区域
- 新潟市東区

## 所在地
- 新潟県新潟市東区下木戸1丁目2-52

## 沿革
- 2017年（平成29年）9月1日 - 現在地にて開署[1]
- 2021年（令和3年）1月15日 - 山ノ下中央交番を秋葉交番に統合し廃止[3]
- 2025年（令和7年）4月6日 - 越後石山駅前交番を開所[4]、木戸交番を中山交番に統合し廃止[5]

## 交番
- 越後石山駅前交番（新潟市東区石山2丁目） - 2025年4月開所
- 中野山交番（新潟市東区東中島1丁目1-1）

- 中山交番（新潟市東区中山6丁目20-21）
- 大形交番（新潟市東区大形本町5丁目6-14）
- 秋葉交番（新潟市東区秋葉通2丁目106-83）
- 河渡交番（新潟市東区河渡本町2-15）
- 太平交番（新潟市東区太平2丁目23-12）

### 廃止された交番
- 木戸交番（新潟市東区下木戸1丁目3-20） - 2025年4月 中山交番に統合

## 警備派出所
- 新潟空港警備派出所（新潟市東区松浜町3710）